# Trágilo

Mapa de la Antigua Macedonia con la ubicación de Trágilo, al oeste de Anfípolis.

Trágilo (en griego Τράγιλος, Τράϊλος, o Τράγιλα) era una antigua ciudad griega de Bisaltia.
Trágilo aparece mencionada por Esteban de Bizancio, así como por fuentes epigráficas. Perteneció a la liga de Delos puesto que aparece en el registro de tributos de Atenas de 422/1 a. C. Se conservan también monedas de Trágilo del siglo V a. C. con la inscripción «ΤΡΑΙ» o «ΤΡΑΙΛΙΟΝ». Además, aparece documentado en la lista de teorodocos de Epidauro del año 360/59 a. C.
Fue el lugar de origen de Asclepíades de Trágilo, un mitógrafo del siglo IV a. C., discípulo de Isócrates.
Se localiza en la actual Aidonojori, unos 12 km al noroeste de Anfípolis.